# Woronja-Höhle
Die Woronja-Höhle (auch Kruber-Höhle; Abchasisch: Ӡоу аҳаҧы; georgisch კრუბერის გამოქვაბული) ist eine Höhle in Abchasien, Georgien. Die Kalksteinhöhle befindet sich im Arabika-Massiv im westlichen Kaukasus, nächstgelegene Ortschaft ist Zandrypsch an der Küste des Schwarzen Meeres. Mit vermessenen 2197 Metern ist sie nach der im selben Bergmassiv befindlichen Werjowkina die zweittiefste bekannte Höhle der Welt.

## Lage

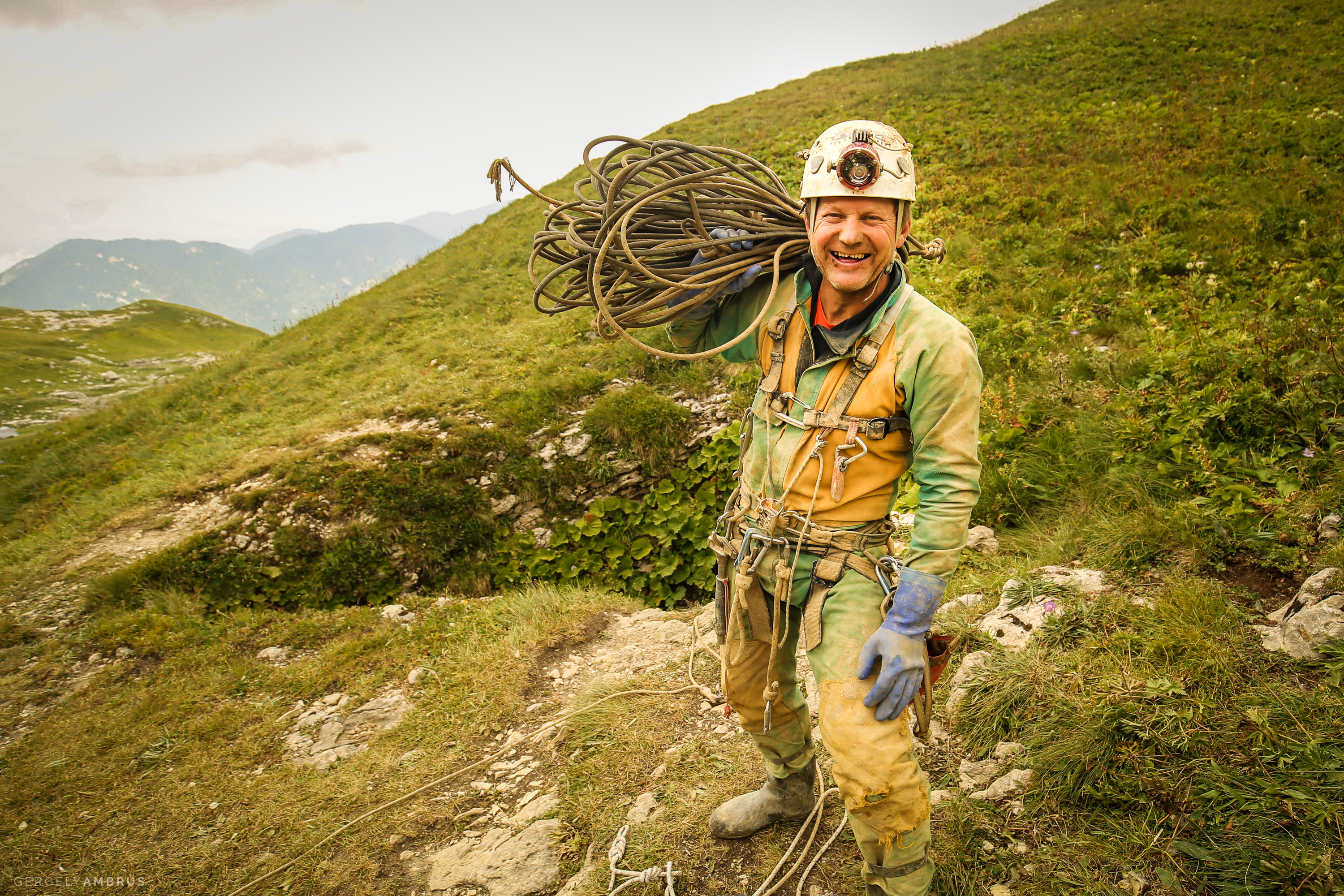
Höhlenforscher am Eingang der Woronja-Höhle

Die Höhle befindet sich im Arabika-Massiv, einer mächtigen, aus Kalken des Jura und der Kreide aufgebauten Kalksteintafel, die von den tief eingeschnittenen Canyons der Flüsse Sandripschi, Kuturuscha, Gega und Bsipi begrenzt wird. Im Süden schließt das Schwarze Meer an, wobei die Kalkformation sich unter der Meeresoberfläche fortsetzt. Im zentralen Teil besitzt das Massiv Hochgebirgscharakter und liegt über der Waldgrenze, die in der Region etwa auf 1800 bis 1900 Metern Höhe liegt; die höchsten Erhebungen des Gagra-Kammes, der Arabika-Gipfel und die „Spitze der Höhlenforscher“ (Peak of Speleologists) erreichen 2695 und 2705 Meter Höhe. Das durch niedrige Ketten und Hochtäler gegliederte Hochplateau liegt überwiegend auf 2000 bis 2350 Metern Höhe. Der Höhleneingang befindet sich im seicht eingeschnittenen Ortobalagan-Tal, einer glazialen Rinne, auf 2256 Metern Höhe über dem Meer. Es handelt sich um eine typische Glaziokarst-Region mit einigen Hundert bisher bekannten Höhlen, von denen fünf mehr als 1500 Meter Tiefe erreichen.

## Beschreibung
Die Höhle beginnt mit einem etwa einen Meter breiten sowie vier Meter langen 60 Meter tiefen senkrechten Schacht; sie ist durchgehend extrem steil und besteht überwiegend aus einer Abfolge senkrechter Schächte, die durch enge, gewunde Passagen verbunden sind. In größerer Tiefe eingeschaltet sind flachere, der Gesteinsschichtung folgende Passagen, die wesentlich älter sind als die übrige Höhle. Im Eingangsschacht nisten zahlreiche Krähen, von denen der im deutschen Sprachraum verbreitetere weitere Name der Höhle abgeleitet ist („Woronja“, von russisch ворон, woron). In etwa 95 Metern Tiefe befindet sich eine Engstelle, welche die Erforschung der tieferen Abschnitte der Höhle jahrzehntelang verhinderte. Ungewöhnlich ist die bis in extreme Tiefen reichende ungesättigte (vadose) Zone mit luftgefüllten Hohlräumen. Innerhalb der Kalksteintafel sind wassergesättigte Horizonte in verschiedenen Tiefen eingeschaltet, in denen rasch fließende Gewässer über das Kluft- und Höhlensystem direkt in das Schwarze Meer entwässern, teilweise in bis zu 400 Metern Wassertiefe. Die Höhle verzweigt sich in etwa 300 Metern Tiefe in zwei getrennte Schächte, auch der zweite erreicht 1697 Meter Tiefe.
Die Höhle ist den größten Teil des Jahres überwiegend luftgefüllt mit minimaler Wasserführung im Winter und Maximum während der Schneeschmelze zwischen Ende Mai und Juli. In dieser Zeit sind einige Schächte und zahlreiche Passagen unterhalb von 1000 Metern Tiefe wassergefüllt (von Höhlenkundlern Siphone genannt). Ein permanenter Höhlenfluss ist ab 340 Meter Tiefe vorhanden, aber nicht überall zugänglich, seine Wasserführung steigt bis zur Endtiefe nicht an. Die Wasser- und Lufttemperatur erreicht ein Minimum von 1,0 °C und steigt nach unten hin bis auf 7,2 °C in 2000 Metern Tiefe an; sie ist, wie typisch für Höhlen, ganzjährig mehr oder weniger konstant. Wie typisch für Glaziokarst, ist die Temperatur für die jeweilige Tiefe durch fallend kalte Luftmassen ungewöhnlich niedrig.
Der tiefste erreichbare Punkt im Höhlensystem in 2197 Metern Tiefe ist nur noch 60 Meter höher als der Wasserspiegel des Schwarzen Meeres. Das gesamte Karstsystem, von dem die Höhle einen Teil darstellt, erreicht von den höchsten Höhen bis zum tiefsten untermeerischen Süßwasseraustritt eine Gesamthöhe von 2700 Metern.

## Chronologie der Erforschung
Die Höhle wurde 1960 von georgischen Geologen entdeckt und nach Alexander Kruber (1871–1941), einem der Pioniere der russischen Karstforschung benannt. Die systematische Erforschung begann 1980 durch den Kiewer Speläologenklub mit Alexander Klimtschuk. 1987 waren 340 Meter Tiefe erreicht, dann musste die Erforschung wegen der politischen Instabilität (Abspaltung Abchasiens durch bewaffnete Separatisten, Krieg von 1992 bis 1994) bis 1999 unterbrochen werden. Im Januar 2001 erreichten die Höhlenforscher eine Tiefe von 1710 Metern. Mit der Woronja-Höhle galt nun zum ersten Mal in der Geschichte der Höhlenforschung eine Höhle außerhalb des westlichen Europas als die tiefste der Welt. Ein Cave Exploration Team (CAVEX) unter Leitung von Alexander Klimtschuk stieg im Juli 2005 zunächst 2040 Meter und im Oktober 2005 bis 2164 Meter tief hinab. Eine im September 2007 beendete Expedition vergrößerte den erforschten Teil der Höhle auf die Tiefe von 2191 Metern. Bis zur Oberfläche des 13 km entfernten Schwarzen Meeres verbleiben damit vertikal nur noch etwa 60 Meter. Die Erforschung der Höhle wird durch internationale Teams weiter fortgesetzt.

## Höhlenfauna

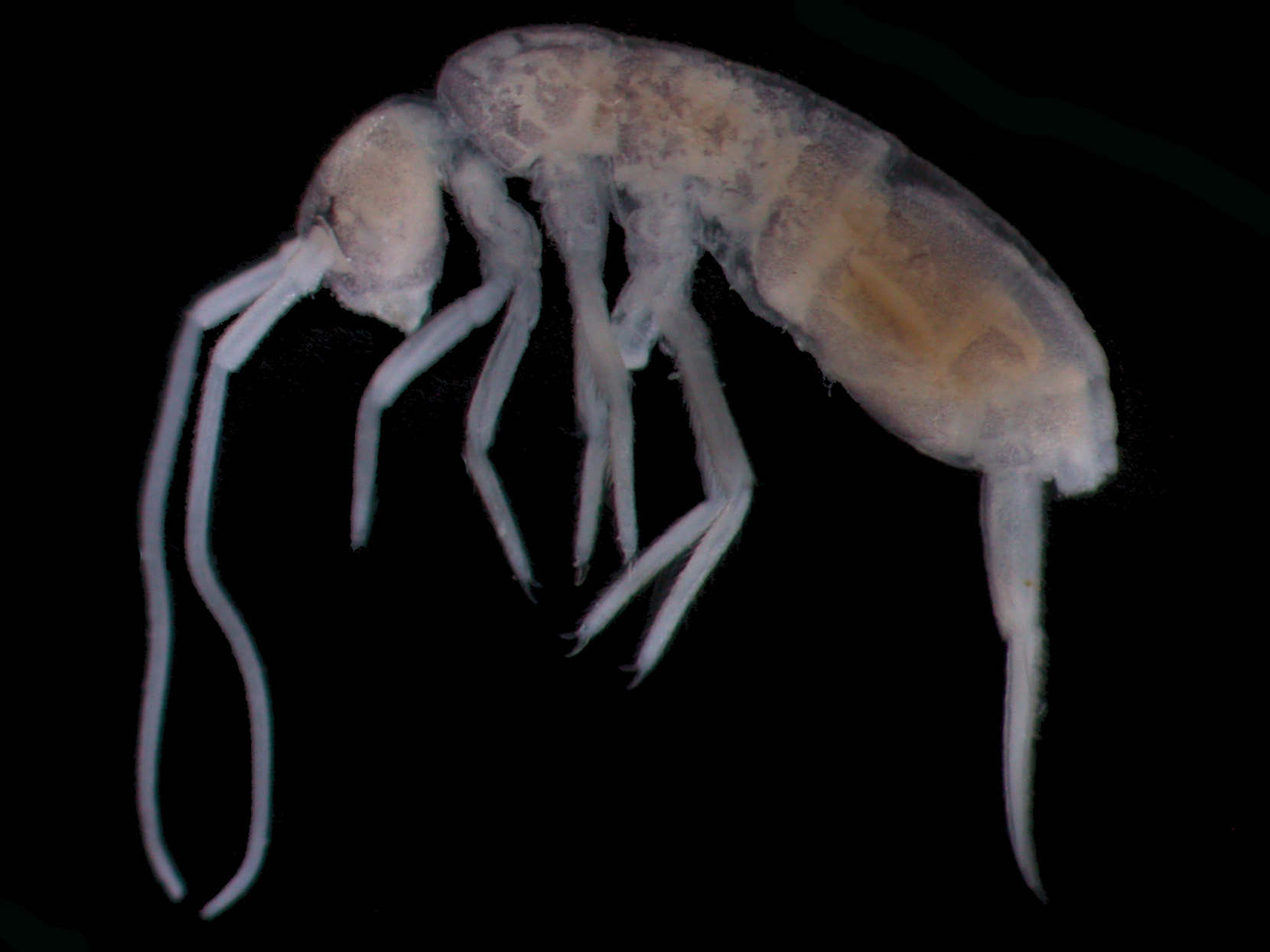
Plutomurus ortobalaganensis aus 1980 m Tiefe

Die Höhle weist eine reiche Fauna aus spezialisierten wirbellosen Tierarten (der Fachausdruck ist Troglobionte) auf, sowohl luftatmende wie auch wasserlebende (aquatische) Arten der Höhlengewässer (Besiedler des Karstgrundwassers, Stygobionta). Besiedler wurden dabei bis in mehr als 2000 Metern Tiefe angetroffen. Insgesamt wurden 16 Arten in der Höhle gefunden, davon 8 stygobionte mit morphologischen Anpassungen wie zum Beispiel verlängerten Gliedmaßen oder Rückbildung der Augen und der Pigmentierung. In dem Siphon in 2140 Meter Tiefe lebten noch Süßwassergarnelen der Gattungen Troglocaris und Zenkevitchia, der Springschwanz Plutomurus ortobalaganensis kam bis in 1980 Meter Tiefe vor. Die geflügelte Wintermücke Trichocera maculipennis war in allen Tiefen anzutreffen. Spitzenprädator in der Höhle ist der troglobionte Pseudoskorpion Neobisium birsteini. Eine weitere bemerkenswerte Art, der Nestkäfer Catops cavicis erreicht 600 Meter. Eine Laufkäfer-Art – Duvalius abyssimus – wurde aus der Höhle erstbeschrieben und ist bis heute noch nirgends anders gefunden worden.